# Tenuipalpus guptai
Tenuipalpus guptai är en spindeldjursart som beskrevs av Sadana och Gupta 1984. Tenuipalpus guptai ingår i släktet Tenuipalpus och familjen Tenuipalpidae. Inga underarter finns listade i Catalogue of Life.